# Fridolin Sicher
Fridolin Sicher (* 6. März 1490 in Bischofszell, Kanton Thurgau; † 13. Juni 1546 ebenda) war ein Schweizer Komponist, Organist, Chronist und kalligraphischer Kopist der Renaissance.

## Leben und Wirken
Fridolin Sicher stammte aus einer alteingesessenen Bischofszeller Bürgerfamilie. Er gab, trotz einer späteren amtlichen Tätigkeit in St. Gallen und einem vorübergehenden Ausweichen vor der Reformation im Jahr 1529, den engen Bezug zu seiner Heimatstadt nie auf. Er nahm im Jahr 1503 für ein Jahr Orgelunterricht beim Organisten am Konstanzer Münster Martin Vogelmaier. Er widmete sich vermutlich danach, von 1504 bis 1512, dem Studium theologischer Schriften am Chorherrenstift St. Agnes in seiner Heimatstadt. Dies hatte auch zur Folge, dass ihm dort 1510 die St.-Agnes-Pfründe durch die Chorherren verliehen wurde und er hier im Jahr 1511 seine erste Messe feiern konnte. 
Ab 1512 ging er nochmals nach Konstanz zur Weiterbildung und zur Vervollkommnung seines Orgelspiels, diesmal zu dem bedeutendsten Schüler von Paul Hofhaimer, Johannes Buchner. Für seine Übersiedelung zu einer Tätigkeit in der Stadt St. Gallen gibt es keinen Beleg einer Anstellung, so dass die näheren Umstände und der dortige Beginn-Zeitpunkt unsicher sind. Wahrscheinlich ab Ende 1515 / Anfang 1516 wirkte er hier, nach Auskunft einer selbst verfassten Chronik, als Kaplan der Kapelle St. Jakob, nachdem er dazu von Abt Franz von Gaisberg ernannt worden war, ausserdem als Organist und Schreiber für das Kloster. Noch heute befinden sich einige Bände mit seinen Arbeiten in der Stiftsbibliothek St. Gallen. Er war aber nach wie vor in Bischofszell tätig; beispielsweise stellte er die von dort erhaltene Pfründe für die Restaurierung der dortigen Kirchenorgel zur Verfügung.
Nachdem die Reformation von den ostschweizerischen Kantonen übernommen worden war, wollte sich Fridolin Sicher der neuen Konfession nicht anschliessen, so dass er 1531 gezwungen war, sein Wirken in St. Gallen und Bischofszell aufzugeben. Er wich, vielleicht auf Empfehlung von Glarean, nach Ensisheim im Elsass aus (heute im französischen Département Haut-Rhin), und zwar als Organist an der dortigen St.-Michaels-Kapelle, wo er auch eine Pfründe bekam. Im Jahr 1537 kehrte er nach Bischofszell zurück, nachdem sich dort die konfessionelle und politische Situation geändert hatte, und wurde wieder in seine früheren Ämter eingeführt. Es ist nicht sicher, in welchem Umfang er auch sein Wirken in St. Gallen fortgesetzt hat; immerhin wird er dort für das Jahr 1538 in einer Urkunde genannt. In seinen letzten Lebensjahren diente er als Schreiber für Bücher im Kloster St. Gallen. Im Jahr 1545 bezeichnete er sich als Chorherr in Bischofszell und Organist in St. Gallen. Am 20. August 1545 musste sich Fridolin Sicher in Bischofszell einer Operation unterziehen, von der er sich nicht mehr erholte, so dass er auch seine Organistendienste nicht mehr fortsetzen konnte. Er starb im Sommer des darauf folgenden Jahres in seiner Heimatstadt.

## Bedeutung
Die größte Bedeutung von Fridolin Sicher liegt in seinem Wirken als Kopist musikalischer Werke, insbesondere des Sankt Gallener Orgelbuchs, einer handschriftlichen Kompositionssammlung mit der Signatur CH-SGs. Sie wurde wohl zwischen 1512 und 1520 angelegt, bis zum Jahr 1531 von ihm mit Ergänzungen versehen und ist die größte überlieferte Sammlung des frühen 16. Jahrhunderts mit Musik von 94 Komponisten, eingerichtet für Tasteninstrumente. Sie enthält 176 Transkriptionen von zeitgenössischen und meist geistlichen Vokalwerken von Alexander Agricola, Bentz von Rischach, Antoine Brumel, Johannes Buchner, Antoine Busnoys, Loyset Compère, Nicolaes Craen, Johannes Fuchswild, Gaspar van Weerbeke, Wolfgang Grefinger, Paul Hofhaimer, Heinrich Isaac (26 Stücke), Jachet de Mantua, Josquin Desprez (13 Stücke), Jean Japart, Hans Kotter, Jean Mouton, Jacob Obrecht, Matthaeus Pipelare, Pierre de La Rue, Johannes Schrem, Ludwig Senfl, Andreas de Silva, Johannes de Stokem, Bartolomeo Tromboncino, Martin Vogelmaier und von ihm selbst, nämlich Resonet in laudibus sowie einige Praeludien und Fantasien. 
Im Gegensatz zur Tabulatur von Bonifacius Amerbach, die für das Spiel zu Hause gedacht ist, sollten diese Werke bei kirchlichen und liturgischen Anlässen eingesetzt werden. Nachdem die Klosterkirche von St. Gallen eine der prominentesten Kirchen in der Schweiz war, die auf eine fünfhundertjährige musikalische Tradition zurückblicken konnte, und diese Sammlung aus der Hand eines ihrer Organisten stammt, kann die Bedeutung des St. Gallener Orgelbuchs nicht hoch genug eingeschätzt werden. Sie befindet sich noch heute in der Stiftsbibliothek von St. Gallen und ist in der virtuellen Bibliothek Codices Electronici Sangallensis (CESG) online abrufbar.
Sein Liederbuch, in Mensuralnotation geschrieben, trägt die Überschrift Liber Fridolini Sicheri […] organiste in santo Gallo 1545 (Signatur CH-SGs 461). Es ist schön geschrieben und wurde bald nach 1510 auf Pergament kopiert; es enthält eine bedeutende Sammlung von 49 Liedern, unter anderem von Josquin Desprez, Heinrich Isaac und Jacob Obrecht sowie zwölf weitere Werke, die bisher noch unbekannt waren. Aus der Überschrift geht nur hervor, dass Fridolin Sicher dieses Büchlein noch kurz vor seinem Tod im Besitz hatte; es wurde vor dem Kopieren mit Sicherheit vor 1510 in der Region des Oberrheins angefertigt. Weil Sicher erst von 1520 bis 1527 und von 1540 bis 1545 in St. Gallen als Kopist tätig war, wird angenommen, dass er dieses Werk erst nachträglich zur Besitzanzeige mit seinem Namen versehen hat.

## Werke
- Vokalmusik
  - Lied Mich hatt das gluck ein zyt erfrewet zu vier Stimmen (unsicher), nur Tenorstimme erhalten, Musik unveröffentlicht; Text 1913 hrsg. von M. Meier.
- Instrumentalmusik (Tasteninstrumente)
  - 2 Sätze über Resonet in laudibus, hrsg. in H. J. Marx / T. Warbutton 1992, Nr. 34 (per me Fridolinum Sicherum compositum) und Nr. 50 (F. Sicher und hans orgelmacher)

## Ausgaben
- Ein altes Spielbuch: Liber Fridolini Sichery. Hrsg. von F. J. Gisbert. Mainz 1936.
- St. Galler Orgelbuch: Die Orgeltabulatur des Fridolin Sicher. Hrsg. von H. J. Marx / T. Warbutton. 1992 (= Schweizerische Musikdenkmäler. Nr. 8)
- The Songbook of Fridolin Sicher, around 1515: Sankt Gallen, Stiftsbibliothek, Cod. Sang. 461. Faksimile. Hrsg. von David Fallows. Peer 1996.